# Under the Surface
«Under the Surface» (укр. Глибоко в душі) — другий сингл з однойменного альбому норвезької попспівачки Маріт Ларсен. Сингл вийшов 5 жовтня 2006 року у Норвегії. Після позиції у чарті під номер 19, він досяг 6 сходинки, а потім поступово зник з чарту.
11 січня 2009 року, норвезький журнал «Верденс Ганг» (Verdens Gang) проголосував за цю композицію, як за найкращу норвезьку пісню десятиліття.

## Чарти
| Чарт (2006—2010)            | Найвища позиція |
| --------------------------- | --------------- |
| Норвегія, топ-20            | 6               |
| Австрійський чарт синглів   | 64              |
| Німецький чарт синглів      | 37              |
| Норвезький радіо-чарт       | 1               |
| Люксембурзький чарт синглів | 11              |

## Про пісню
«Under the Surface» – любовна пісня з гіркими відтінками ревнощів, має особливе місце в серці співачки, визнає вона.
|  | Як автор пісень, я завжди балансую між особистим і приватним. Я ніколи не люблю зізнаватися, що пісня про мене. З «Under the Surface» я все ще відчуваю, що ця історія занадто особиста для мене, |

– говорить Маріт Ларсен.
З цієї причини вона не змогла зупинити сльози, коли глядачі почали підспівувати їй під час нічного концерту на Quart Festivalen три роки тому.